# Bisokhar
Bisokhar é uma vila no distrito de Ghaziabad, no estado indiano de Uttar Pradesh.

## Demografia
Segundo o censo de 2001, Bisokhar tinha uma população de 10,476 habitantes. Os indivíduos do sexo masculino constituem 54% da população e os do sexo feminino 46%. Bisokhar tem uma taxa de literacia de 54%, inferior à média nacional de 59.5%; a literacia no sexo masculino é de 63% e no sexo feminino é de 43%. 17% da população está abaixo dos 6 anos de idade.